# Jürgen Förster
Jürgen Förster (né en 1940) est un historien allemand. Il a notamment écrit des ouvrages sur l'histoire du Troisième Reich et la Seconde Guerre mondiale. Professeur d'histoire à l'université de Fribourg depuis 2005, il a contribué à Das Deutsche Reich und der Zweite Weltkrieg, traduit en anglais sous le titre Germany and the Second World War (en), un ouvrage de 12 000 pages.

## Biographie
Depuis 2005, Jürgen Förster enseigne l'histoire militaire à la chaire d'histoire moderne et contemporaine de l'université de Fribourg.
Il a contribué à plusieurs volumes de Das Deutsche Reich und der Zweite Weltkrieg, traduit en anglais sous le titre Germany and the Second World War (en), un ouvrage de 12 000 pages en 13 volumes, fruit du travail s'étalant sur 30 ans du Military History Research Office (MGFA) situé en Allemagne.

## Œuvres

### En allemand
- Stalingrad: Risse im Bündnis 1942/43. Rombach, Freiburg im Breisgau 1975,  (ISBN 3-7930-0175-X).
- Der Angriff auf die Sowjetunion. Fischer, Frankfurt am Main 1991,  (ISBN 3-596-11008-4). Avec Horst Boog, Joachim Hoffmann, Ernst Klink, Rolf-Dieter Müller et Gerd R. Ueberschär.
- Stalingrad: Ereignis - Wirkung - Symbol. Im Auftrag des Militärgeschichtlichen Forschungsamtes, Piper, München u.a. 1992,  (ISBN 3-492-11618-3) (comme éditeur)
- Ausbildungsziel Judenmord? "Weltanschauliche Erziehung" von SS, Polizei und Waffen-SS im Rahmen der "Endlösung". Fischer, Frankfurt am Main 2003,  (ISBN 3-596-15016-7). Avec Jürgen Matthäus, Richard Breitman, Konrad Kwiet.
- Die Wehrmacht im NS-Staat. Eine strukturgeschichtliche Analyse. Oldenbourg, München 2007,  (ISBN 978-3-486-58098-3).

### En anglais
- Germany and the Second World War (en):
  - Vol. IV: The Attack on the Soviet Union, avec Horst Boog, Joachim Hoffmann, Ernst Klink, Rolf-Dieter Müller et Gerd R. Ueberschär
  - Vol. IX/I: German Wartime Society 1939–1945: Politicization, Disintegration, and the Struggle for Survival, avec Ralf Blank, Jörg Echternkamp, Karola Fings, Winfried Heinemann, Tobias Jersak, Armin Nolzen et Christoph Rass
- Jürgen Förster, The Holocaust and History The Known, the Unknown, the Disputed and the Reexamined, Bloomington, Indiana University Press, 1998, 266–283 p. (ISBN 978-0-253-33374-2), « Complicity or Entanglement? The Wehrmacht, the War and the Holocaust »
- Jürgen Förster, Russia War, Peace and Diplomacy, Weidenfeld & Nicolson, 2005